# Христо Стоянов (андарт)
Вижте пояснителната страница за други личности с името Христо Стоянов.
Христо Стоянов, известен като капитан Лилис, (на гръцки: Χρήστος Στογιαννίδης, Христо Стоянидис, καπετάν Λίλης) е гръцки революционер, деец на гръцката въоръжена пропаганда в Македония.

## Биография
Христо Стоянов е роден във воденското село Острово, тогава в Османската империя. Присъединява се към гръцката пропаганда в борбата ѝ с българските чети на ВМОРО. Организира гръцки комитет в Острово. По-късно оглавява андартска чета, действаща срещу българските в районите на Островското езеро, Мъглен, Воден и Въртокоп. През юни 1906 година заедно със съселяните си Ставри Хаджихаров и Пандо Тодоров (Панделис Теодору) убива българския деец Тане.